# Yaminieten
De Yaminieten (Yamina) vormden een van de vier grote stammen van de Amorieten rond 2000 v.Chr.
Zij worden ook wel aangeduid met bene-yamina, en dit is soms vertaald in "Benjaminieten". Een vergelijking met de Bijbelse stam van de Benjaminieten ligt dan voor de hand, maar een verband is erg onwaarschijnlijk. Ten eerste klopt nog het tijdsbestek noch de locatie erg, bovendien betekent "Yamina" gewoon "rechts", net als Simˀa, de naam van hun rivalen de Simalieten, gewoon "links" betekent. "Rechts" en "links" worden meestal verder geïnterpreteerd als "zuiderlingen" en "noorderlingen", omdat men de richting van de opgaande zon als hoofdrichting nam.
De Yamina leefden ten tijde van de bloeitijd van Mari tamelijk verspreid over het Tweestromenland en waren verdeeld over een aantal clans: de Yahrur, de Yarih, de Awnan, de Rabbu en de Mutebal.

De Yahrur of Yahurru verbleven in Mišlan en andere delen van het land rond Mari, maar ook in Serda aan de Balich. In het land rond de Tigris hadden zij te maken met de stad Ekallatum en vielen zij deze stad samen met hun bondgenoten van over de Tigris aan. Ook in Sippir van Šamaš in het zuiden van Mesopotamië was er een Yahurru nederzetting. Daar waren zij verbonden met een andere clan, de Awnan of Amnan. Samen met hen waren zij betrokken bij schermutselingen tussen Uruk en Babylon. De stad Tuttul in het noorden was ook een bastion van de Awnan ten tijde van Yahdun-Lim van Mari. In de streek van Sagguratum leefden zowel Yaminieten van de clan Awnan als van de Yarih en Rabbu. Het hartland van de Rabbu was wat stroomopwaarts van de Awnan, hun koning resideerde in Abattum in de tijd van Yahdun-Lim. Van de Yarih-clan is niet zo veel bekend. De Uprapu hadden hun hoofdstad in Samanum maar ze woonden ook in Raqqum, Rasayu en Ilum-Muluk, alle in de streek rond Terqa.
De Mutebal leefden deels in het noorden, maar er was ook een nederzetting in het zuiden van Mesopotamië rond Kasalluk.
Hiermee waren de Yaminieten veel meer verspreid, ook over het zuiden, dan de Simalieten en dat verklaart mogelijk hun naam.
De koningen van Mari, met name Yahdun-Lim en Zimri-Lim, die beweerde zijn zoon te zijn, waren Simalieten die met de Yaminieten veel te stellen hadden. Beide koningen bestreden hen bij een aantal gelegenheden. Zimri-Lim versloeg hen door de muren van Mišlan en Samanum te slechten. De Yahrur verloren zo hun hoofdplaats Mišlan en de Uprapu Samanum.